# Frank Anderson Trapp
Pour les articles homonymes, voir Trapp et Trapp (homonymie).
Frank Anderson Trapp, né le 13 juin 1922 à Pittsburgh (États-Unis) et mort le 17 mars 2005 à McMurray, en Pennsylvanie (États-Unis),, est un peintre américain, aussi directeur de musée.

## Biographie
Frank Anderson Trapp occupe le poste de directeur au Mead Art Building depuis 1975. Il est aussi professeur de beaux-arts au Amherst College à Amherst, au Massachusetts (États-Unis).

## Publications
- (en) Frank Anderson Trapp, « Gericault's 'Raft of the Medusa', by Lorenz Eitner » [« Le Radeau de La Méduse de Géricault, par Lorenz Eitner (de) »], The Art Bulletin, vol. 58, no 1,‎ mars 1976, p. 134–137